# Morpho didius
Morpho didius, loài bướm xanh lam khổng lồ, là một loài bướm Tân nhiệt đới thuộc phân họ Morphinae thuộc họ Nymphalidae. Loài này được một số tác giả xem là một phân loài của Morpho menelaus.

## Mô tả
Morpho didius có sải cánh dài tới 150 mm (5,9 in), khiến loài này trở thành một trong những loài Morpho lớn nhất. Phía lưng của cánh là óng ánh và màu xanh kim loại, và cánh trước khá dài.
Loài này sinh sống ở Peru.